# 渡部宏
渡部 宏（わたなべ こう、1953年3月26日 - ）は、日本のチェリスト。

## 人物
岩手県盛岡市出身。東京藝術大学音楽学部、ドイツ・フライブルク音楽大学を卒業。国家(独)演奏家資格取得。ミュンヘン音楽大学マイスター・クラス修了。
スペイン政府の奨学金を受けて、スペイン音楽夏期講習会など各地の音楽祭参加、教会音楽、バロック音楽の研鑽を積む。
ボルサノ(伊)のハイドン・オーケストラ、ミュンヘン・バッハ・コレギウム、ミュンヘン放送オーケストラなどに出演。
帰国後は毎年リサイタルを開催、また同郷・岩手の作家＜宮沢賢治＞にちなむコンサート、大震災復興支援コンサートを開催。
ＮＨＫ・ＦＭ、テレビ出演の他、ラジオ放送で「渡部宏チェロの世界」と題したチェロ音楽の番組制作。
宮沢賢治音楽作品集「イーハトーヴ組曲」(中村節也編)監修。
音楽誌への執筆、弦楽合奏の編曲、プログラム解説を行う。
村井正一、小澤弘、三木敬之、広田幸夫、倉田澄子、Ｒ・フラショー、Ｍ・セルヴェラ、Ｗ・ノータス，清水勝雄の各氏に師事。
東京藝術大学音楽学部講師及び、同大学管弦楽研究部(藝大フィルハーモニア)首席奏者を務めた。
現在は、東京ヴィヴァルディ合奏団音楽監督、「希望郷いわて文化大使」、後進の指導、青少年の音楽教育活動などを行う。

## 主な受賞歴
岩手県芸術選奨受賞。
宮沢賢治学会イーハトーブセンター功労賞受賞。

## 作品CD
- 2006年・「鳥の歌」～無伴奏チェロ作品集～東京ヴィヴァルディ合奏団創立45周年を記念して
- 2007年・「愛の言葉」～チェロ小品集～
- 2012年・「黒鳥の歌」～チェロ作品集～震災被災地東北地方の民謡をとりいれて　　　　　　　　　　　　　　　　　　　　　　　　　　　　　　　　　　　ピアノ／ティモシー・ボザース　　マイスター・ミュージックよりリリース

## エピソード
最初の師となる村井正一から、実際に聴いた宮沢賢治のチェロの音色「とてもいい音であんした」など、度々伝え聞いている。
ドイツ留学時のオーケストラ・オーディションの際、当時そのオーケストラの指揮者であったクリストフ・エッションバッハに申し出をもらい、ピアノ伴奏をしてもらったことがある。